# Галликано-нель-Лацио
Галликано-нель-Лацио (итал. Gallicano nel Lazio) — коммуна в Италии, располагается в области Лацио, подчиняется административному центру Рим.
Население составляет 4569 человек, плотность населения составляет 176 чел./км². Занимает площадь 26 км². Почтовый индекс — 010. Телефонный код — 06.
Покровителем коммуны почитается святой апостол Андрей, празднование 30 ноября.